# يزيد بن هرمز
يزيد بن هرمز الفارسي كان رئيس الموالي الأمويين في المدينة المنورة، وقد عينه خلفاء بني أمية، لكنه في معركة الحرة عام 683 م وبعد مقتل بعض الصحابة وآل البيت، قاد موالي المدينة ضد الجيش الأموي للدفاع عن المدينة.

## الحياة
يزيد بن هرمز كان مولًى فارسيًا لبني أمية (أي شخصًا استعبدته بني أمية) وأصبح رئيس الموالي في المدينة المنورة في عهد الخليفة الأموي يزيد الأول (حكم. 680–683 م). وكان أخوه عبد الله بن هرمز رئيسًا للموالي الأمويين في الكوفة في عهد والد يزيد بن معاوية بن أبي سفيان (حكم 661–680 م). ربما كُلف بالمساعدة في فرض تحصيل الضرائب وأشرف لاحقًا على سجلات الجيش في العراق تحت حكم الحاكم الأموي الحجاج بن يوسف (حكم. 694–714 م). بعد وفاته في حملة ضد قوات الخليفة المناهض للأموية عبد الله بن الزبير، خلفه ابنه عبد الرحمن.
خلال الحرب الأهلية الإسلامية الثانية (680-692 م)، ثار أهل المدينة ضد الخليفة يزيد، فأرسل الأخير قوة استكشافية من الشام لقمع أهل المدينة. وقد عهد أهل المدينة إلى يزيد بن هرمز بقيادة موالي المدينة للدفاع عن جزء من الخندق الدفاعي ضد جيش الشام في معركة الحرة عام 683م. فهاجم الأخير هذا الجزء من الخندق، وطلب من يزيد بن هرمز الاستسلام، إلا أن قواته صدت تقدم الشاميين. وعلى النقيض من ذلك، فتحت وحدة أخرى من أهل مدين، من عائلة بني حارثة المحلية، حيهم للشاميين، مما سمح لهم بمهاجمة المدافعين عن مدين من الخلف وهزيمتهم.
وقد استشهد المؤرخون الإسلاميون الأوائل بيزيد بن هرمز باعتباره ناقلًا للتقارير. توفي في عهد الخليفة الأموي عمر بن عبد العزيز (حكم 717–720 م). كان ابنه أبو بكر عبد الله الأصم (ت 765) فقيهًا وناقلًا للأحاديث في المدينة المنورة، وكان من المؤيدين الرئيسين للمتمرد المناهض للعباسيين محمد النفس الزكية.